# Брукнер, Говард
Говард Брукнер (англ. Howard Brookner, 1954—1989) — американский кинорежиссёр. Выпускник киношколы Нью-Йоркского университета. Поставил два независимых документальных фильма, посвящённых писателю Уильяму Сьюарду Берроузу и театральному режиссёру Роберту Уилсону. Его единственная художественная работа — голливудская ретро-драма «Ищейки с Бродвея» (1989). Умер от последствий СПИДа.

## Биография
Говард Брукнер родился 30 апреля 1954 года в семье Элейн и Лестера Брукнеров. Среднее образование получил в Академии Филлипса в Эксетере. Школьником выиграл награду Новой Англии за авангардную пьесу, действие которой происходило в туалете. Поступил в Колумбийский университет, где получил степень бакалавра по политологии. Затем продолжил обучение в Нью-Йоркском университете, где получил степень магистра в области кино и истории искусств.
Дипломной работой Брукнера стала полнометражная документальная картина «Берроуз», к съёмкам которой он приступил в 1978 году. Фильм был посвящён жизни и творчеству американского писателя Уильяма Сьюарда Берроуза, на книгах которого Брукнер вырос. Съёмки велись несколько лет при активном участии самого Берроуза. В работе режиссёру помогали его университетские друзья Джим Джармуш, который записывал звук, и Том Дичилло, стоявший за камерой, — оба стали впоследствии известными постановщиками. Премьера «Берроуза» состоялась на Нью-Йоркском кинофестивале в 1983 году, показы также прошли на фестивалях в Берлине, Роттердаме и Токио. Лента была хорошо встречена прессой и имела долгий артхаусный прокат.
По завершении эпопеи с «Берроузом» Брукнер познакомился с американским театральным режиссёром Робертом Уилсоном. Тот готовил международный оперный проект «Гражданские войны», кульминацией которого должна была стать грандиозная постановка на открытии Олимпийских игр в Лос-Анджелесе. Брукнер решил запечатлеть творческий процесс на плёнку. Несмотря на то, что в конце концов организаторы олимпиады отказались от услуг Уилсона, фильм состоялся. Документальная картина, получившая название «Роберт Уилсон и гражданские войны», демонстрировалась в эфире телеканала PBS в 1986 году.
При содействии PBS Брукнер получил возможность снять художественный фильм. Его идея экранизировать роман Берроуза «Джанки» (Junkie, 1953) была отвергнута, и в итоге режиссёр остановился  на рассказах американского автора Деймона Раньона, живописавшего Нью-Йорк эпохи джаза. Вместе со своим одноклассником по Эксетеру Колманом де Кеем Брукнер написал сценарий фильма «Ищейки с Бродвея», все события которого разворачивались в один день — 31 декабря 1928 года. Проектом заинтересовалась студия Columbia Pictures, выделившая режиссёру-дебютанту четыре миллиона долларов. К участию в фильме были привлечены такие известные исполнители, как Мадонна, Мэтт Диллон, Дженнифер Грей, Эсай Моралес, Рутгер Хауэр. К съёмкам Брукнер приступил в конце 1987 года, а в следующем году у него диагностировали СПИД. Тем не менее режиссёру удалось завершить съёмочный процесс и сделать черновую версию фильма, которая впрочем была отвергнута студией, затеявшей перемонтаж. Готовую картину Брукнер уже не увидел. Он умер в Нью-Йорке 27 апреля 1989 года и был похоронен в день своего 35-летия.

## Посмертная судьба
В 2010-е годы судьбой творческого наследия Говарда Брукнера заинтересовался его племянник — режиссёр Аарон Брукнер. Ему удалось обнаружить архив своего дяди, десятилетиями лежавший невостребованным в нью-йоркской резиденции Уильяма Берроуза, известной как «бункер». Архив, в частности, содержал негативы, оставшиеся после работы на фильмом «Берроуз», на которых были запечатлены неизвестные интервью с Брайоном Гайсином, Фрэнком Заппой, Патти Смит, Энди Уорхолом и другими знаковыми фигурами эпохи, а также хроника фестиваля 1978 года Nova Convention, организованного в честь Берроуза. По словам Аарона Брукнера, эти записи — документальное свидетельство «последнего мощного контркультурного движения, возникшего в даунтауне Нью-Йорка в конце 1970-х — начале 1980-х, чьё влияние ощущается по сей день». Он также нашёл нетронутую 16-миллиметровую копию «Берроуза», хранившуюся в Нью-Йоркском музее современного искусства, собрал на сервисе Kickstarter средства на создание цифровой версии фильма и в 2014 году повторно выпустил его на киноэкраны. В целях увековечивания памяти Говарда Брукнера и привлечения внимания к его архиву Аарон Брукнер готовит полнометражную документальную картину «Дядя Говард» (Uncle Howard), которую планирует выпустить в 2016 году. В работе над фильмом ему помогает Джим Джармуш.

## Фильмография
- 1983 — Берроуз / Burroughs: The Movie
- 1986 — Роберт Уилсон и гражданские войны / Robert Wilson and the Civil Wars
- 1989 — Ищейки с Бродвея / Bloodhounds of Broadway